# Energía solar en Australia

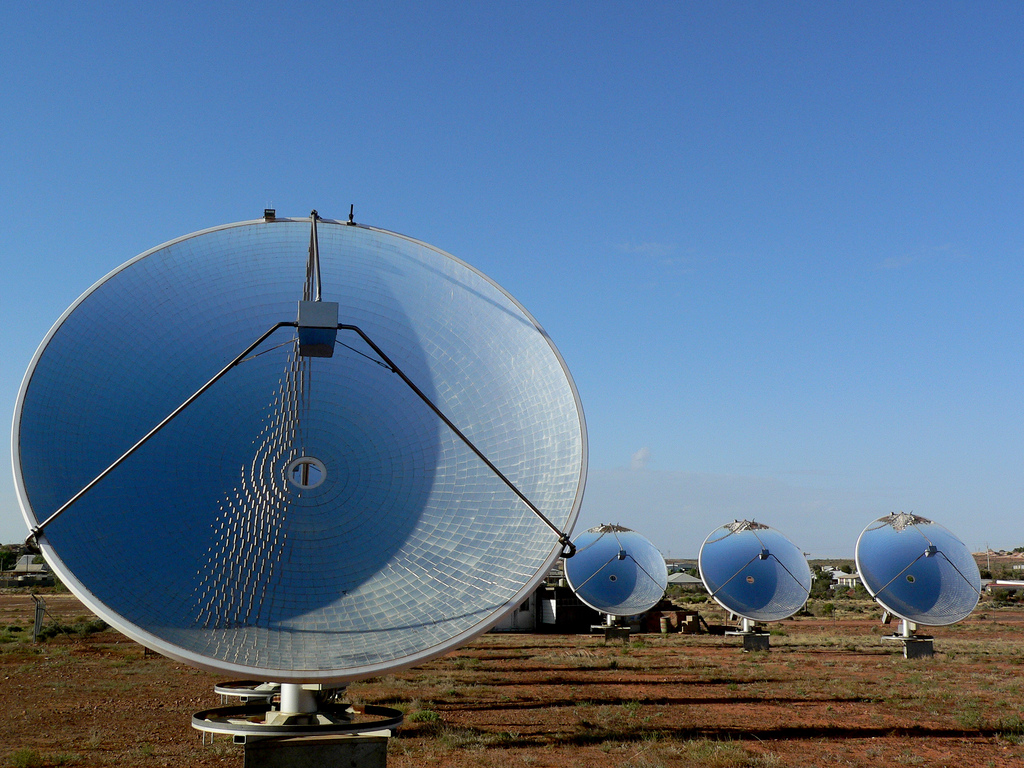
Estación de energía solar de White Cliffs, Nueva Gales del Sur

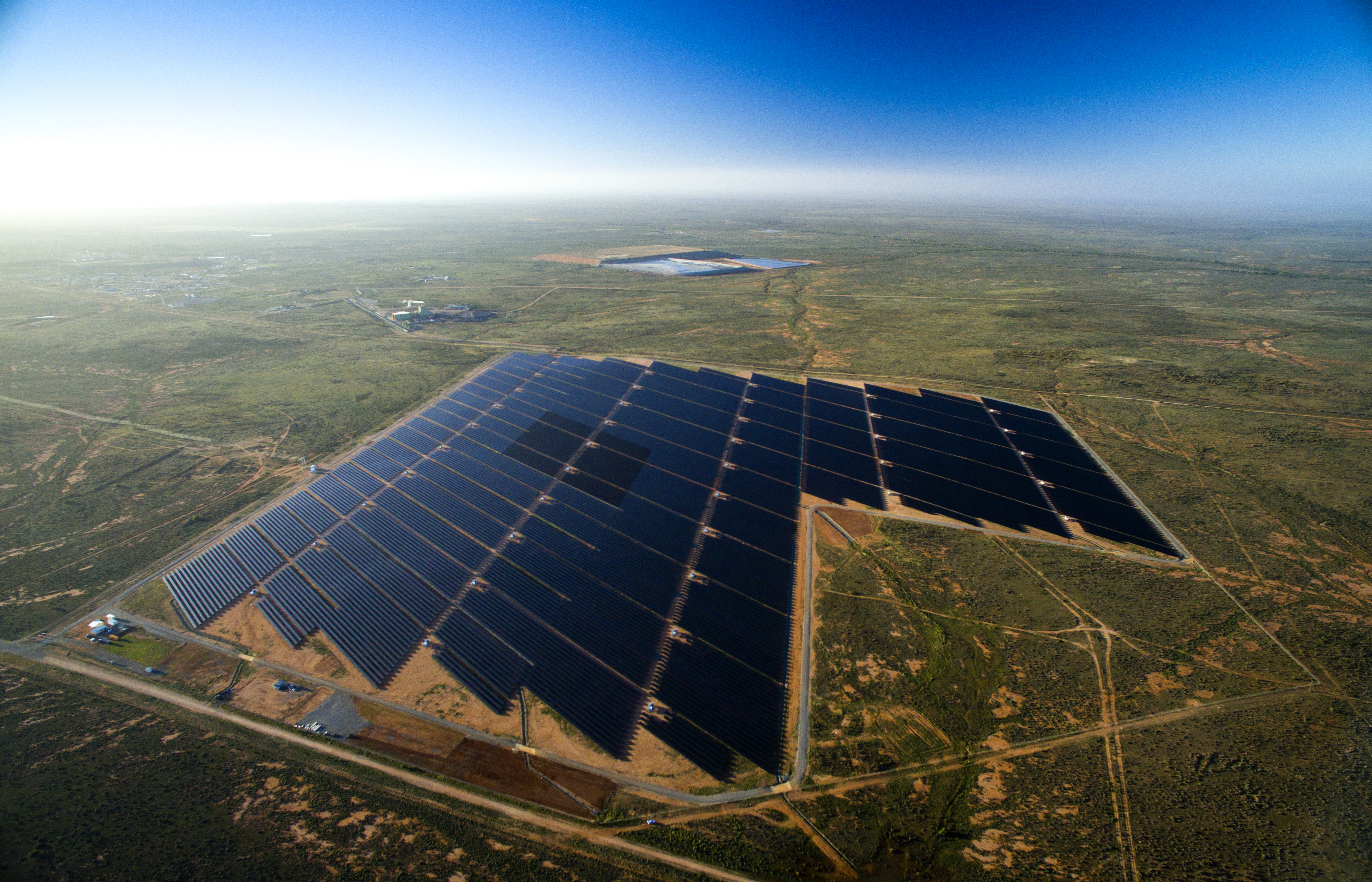
Planta solar de Broken Hill, Nueva Gales del Sur

Energía solar en Australia,

La energía solar en Australia es una industria en crecimiento. A partir de enero de 2019, Australia tenía más de 11,085 MW de energía solar fotovoltaica (PV) instalada, de los cuales 3,871 MW se instalaron en los 12 meses anteriores. En 2017, 23 proyectos de energía solar fotovoltaica con una capacidad instalada combinada de 2.034 MW estaban en construcción, construidos o debían comenzar la construcción, habiendo alcanzado el cierre financiero. La energía fotovoltaica representó el 3.8% de la producción de energía eléctrica de Australia en 2017.
Las tarifas de alimentación y los objetivos de energía renovable diseñados para ayudar a la comercialización de energía renovable en Australia han sido en gran parte responsables del rápido aumento. En el sur de Australia, se introdujo una tarifa de alimentación solar para los hogares y un programa educativo que incluía la instalación de FV en los techos de los principales edificios públicos, como el Aeropuerto de Adelaida, el Parlamento Estatal, el Museo, la Galería de Arte y varios cientos de escuelas públicas. En 2018, el gobierno de Queensland introdujo el Plan de Energía Asequible que ofrece préstamos sin intereses para paneles solares y almacenamiento de energía solar en un esfuerzo por aumentar la captación de energía solar en el estado. En 2008, el Primer Ministro Mike Rann anunció la financiación de paneles solares por un valor de $ 8 millones en el techo del nuevo Pabellón Goyder en el Royal Adelaide Showgrounds, la instalación solar más grande de Australia, calificándola para el estatus de "central eléctrica" oficial. El sur de Australia tiene el mayor consumo per cápita de energía solar doméstica en Australia. 
La capacidad fotovoltaica instalada en Australia se ha multiplicado por 10 entre 2009 y 2011, y se ha cuadruplicado entre 2011 y 2016. La primera planta de energía fotovoltaica a escala comercial, la central solar Uterne Solar de 1 MW, se inauguró en 2011. Greenough River Solar Farm abrió sus puertas en 2012 con una capacidad de 10 MW. El precio de la energía fotovoltaica ha estado disminuyendo, y en enero de 2013, era menos de la mitad del costo de usar la red eléctrica en Australia.
Australia ha sido criticada internacionalmente por producir muy poca energía a partir de la energía solar, a pesar de sus vastos recursos, su sol intenso y su alto potencial en general.

## Potencial

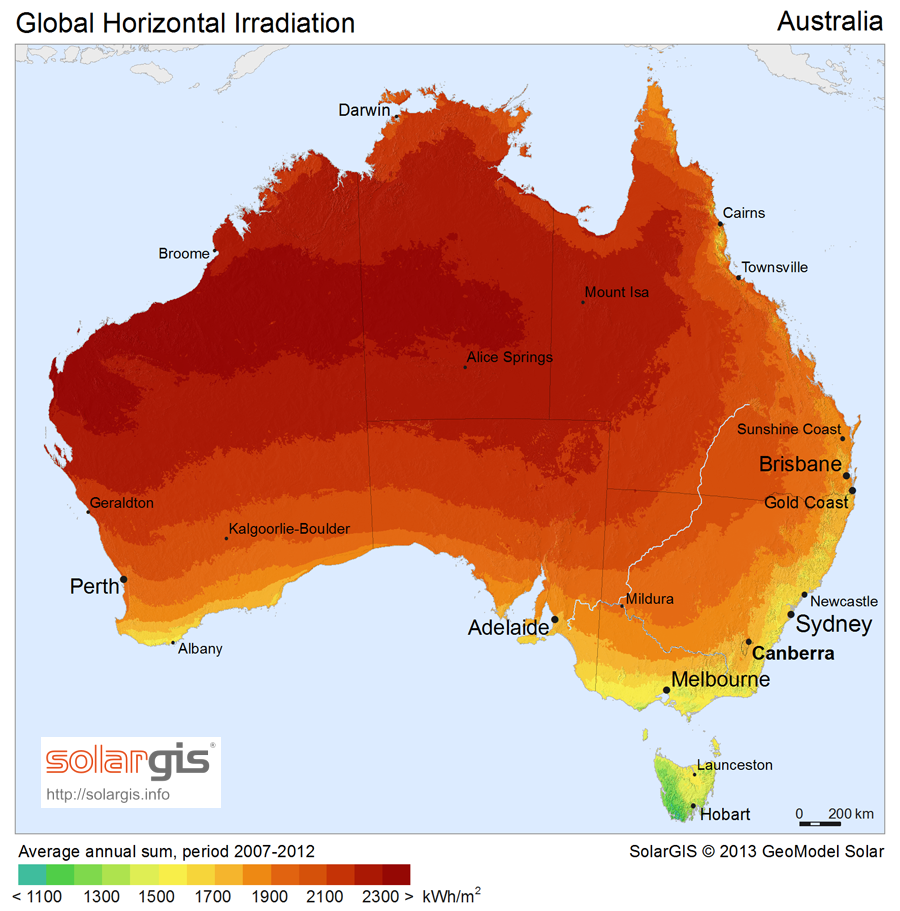
Potencial solar en Australia

La combinación del clima seco y la latitud de Australia le otorgan altos beneficios y potencial para la producción de energía solar. La mayor parte del continente australiano recibe más de 4 kilovatios-hora (14 MJ) por metro cuadrado por día de insolación durante los meses de invierno, con una región en el norte que excede los 6 kilovatios-hora (22 MJ) por metro cuadrado por día. 
La insolación de Australia supera ampliamente los valores promedio en Europa, Rusia y la mayor parte de América del Norte. Se encuentran niveles comparables en las áreas desérticas del norte y sur de África, el suroeste de los Estados Unidos y el área adyacente de México, y las regiones en la costa del Pacífico de América del Sur. Sin embargo, las áreas de mayor insolación están alejadas de los centros de población de Australia. 
Con una capacidad fotovoltaica instalada de 11.085 MW a fines de 2018, Australia se encuentra entre los diez países con mayor energía solar del mundo . La capacidad instalada en 2017 fue de 7.214 MW. 

### Rebajas
El Plan de hogares y comunidades solares fue un reembolso otorgado por el gobierno australiano de hasta A $ 8,000 para instalar paneles solares en hogares y edificios de uso comunitario (que no sean escuelas). Este reembolso se eliminó gradualmente el 8 de junio de 2009, para ser reemplazado por el Programa de Créditos Solares, donde una instalación de un sistema solar recibiría 5 veces más Certificados de Energía Renovable para los primeros 1.5 kilovatios de capacidad según el Objetivo de Energía Renovable (ver más abajo) ).
Las escuelas fueron elegibles para solicitar subvenciones de hasta A $ 50,000 para instalar 2   Paneles solares de kW y otras medidas a través del Programa Nacional de Escuelas Solares a partir del 1 de julio de 2008, que reemplazó el programa Green Vouchers for Schools. Las solicitudes para el programa finalizan el 21 de noviembre de 2012. Un total de 2.870 escuelas han instalado paneles solares. La salida de cada matriz se puede ver y comparar con la de hasta otras cuatro escuelas.

### Tarifas de alimentación
Varios estados han establecido esquemas para alentar la captación de energía solar fotovoltaica que implica que los hogares instalen paneles solares y vendan el exceso de electricidad a los minoristas de electricidad para que ingresen a la red eléctrica, lo que se conoce como "feed-in". Cada esquema implica el establecimiento de tarifas en las tarifas, que se pueden clasificar por una serie de factores que incluyen el precio pagado, ya sea sobre una base de exportación neta o bruta, la cantidad de tiempo que los pagos están garantizados, el tamaño máximo de instalación permitido y El tipo de cliente permitido para participar. Muchos aranceles de alimentación del estado australiano eran aranceles netos de exportación, mientras que los grupos conservacionistas abogaban por tarifas de alimentación brutas. En marzo de 2009, el Territorio de la Capital Australiana (ACT) comenzó una tarifa de alimentación bruta solar. Para sistemas hasta 10.   El pago por kW fue de 50.05 centavos por kWh. Para sistemas a partir del 10.   kW a 30   kW el pago fue de 40.04 centavos por kWh. El pago se revisó a la baja una vez antes de que se alcanzara un límite de capacidad general y se cerrara el esquema. Los pagos se realizan trimestralmente en función de la energía generada y la tasa de pago está garantizada por 20 años.

## Objetivos de energías renovables.
En 2001, el gobierno australiano introdujo un objetivo obligatorio de energía renovable (MRET) diseñado para garantizar que la energía renovable alcance un 20% del suministro de electricidad en Australia para 2020. El MRET debía aumentar la nueva generación de 9,500 gigawatt-hora a 45,000 gigawatt-hora para 2020. El MRET requiere que los compradores mayoristas de electricidad (como minoristas de electricidad u operaciones industriales) compren certificados de energía renovable (REC), creados a través de la generación de electricidad a partir de fuentes renovables, incluyendo energía eólica, hidroeléctrica, gas de vertederos y geotérmica, así como energía solar fotovoltaica. y solar térmica. El objetivo es proporcionar un estímulo e ingresos adicionales para estas tecnologías. Se propuso que el esquema continuara hasta 2030.
Después de que el MRET se dividiera en objetivos a gran escala y a pequeña escala en 2011 y reducciones por parte del gobierno de Abbott, Australia tiene un objetivo de 33,000 GWh de energía renovable de grandes fuentes para 2020, o el 23.5% de la electricidad.

### Subsidio a fondos
El programa Solar Flagships destina $ 1.6 mil millones para energía solar durante seis años. El financiamiento del gobierno es para 4 nuevas plantas solares que producen energía a escala de la planta de carbón (en total hasta 1000   MW - las plantas de carbón típicamente producen de 500 a 2,000   MW). Este subsidio necesitaría fondos adicionales de los constructores y / u operadores de la planta. A modo de comparación, Abengoa Solar, una empresa que actualmente construye plantas termosolares, puso el costo de un 300   Planta de MW a 1.200 millones de euros en 2007. En 2009, el gobierno del estado de Arizona anunció un 200   Planta de MW por US $ 1 mil millones.

## Proyectos
| Estado | Proyecto                        | Coordenadas                                     | Capacidad (MW) | Puesto en funcionamiento | LGA                            | Empresa                            | Notas |
| ------ | ------------------------------- | ----------------------------------------------- | -------------- | ------------------------ | ------------------------------ | ---------------------------------- | --- |
| SA     | Bungala Solar Power Project     | 32°25′S 137°49′E / -32.41, 137.82               | 220            | Mayo de 2018             | Port Augusta                   | Reach Energy                       | Fotovoltaica, seguimiento de un solo eje. |
| QLD    | Daydream Solar Farm             | 20°30′46″S 147°41′31″E / -20.512804, 147.691968 | 168            | Octubre de 2018          | Whitsunday Regional Council    | Edify Energy                       | Fotovoltaica, seguimiento de un solo eje. 168 MW AC. 180 MW DC. Originada por Solar Choice.                                                                         |
| NSW    | Coleambally Solar Farm          | 34°45′34″S 145°55′47″E / -34.759494, 145.929840 | 150            | Septiembre de 2018       | Murrumbidgee                   | Neoen                              | Fotovoltaica, seguimiento de un solo eje. |
| QLD    | Sun Metals Solar Farm           | 19°26′14″S 146°41′46″E / -19.437318, 146.696015 | 124            | Mayo de 2018             | Townsville                     | Sun Metals                         | Película fina, seguimiento de un solo eje. |
| QLD    | Ross River Solar Farm           | 19°25′31″S 146°42′56″E / -19.425305, 146.715686 | 116            | Septiembre de 2018       | Townsville                     | ESCO Pacific, Palisade             | Fotovoltaica, seguimiento de un solo eje. |
| QLD    | Darling Downs Solar Farm        | 27°06′43″S 150°52′55″E / -27.1120, 150.8819     | 110            | Mayo-septiembre 2018     | Western Downs Regional Council | APA Group                          | Salida vendida a Origin Energy, que también es propietaria de la adyacente Darling Downs Power Station                                                              |
| SA     | Tailem Bend Solar Power Project | 35°17′S 139°29′E / -35.28, 139.49               | 108            | Marzo de 2019            | Coorong District Council       | Vena Energy                        | Fotovoltaica, inclinación fija. 108 MW de CA, limitado por el operador de mercado AEMO a 95 MW de salida máxima para garantizar el suministro de potencia reactiva. |
| NSW    | Nyngan Solar Plant              | 31°33′23″S 147°04′53″E / -31.5563, 147.08152    | 102            | Junio de 2015            | Bogan Shire                    | AGL Energy                         | Tecnología de película fina CdTe. En el momento de su construcción, era la planta solar fotovoltaica más grande del hemisferio sur. Capacidad: 102 MWAC.            |
| QLD    | Clare Solar Farm                | 19°50′23″S 147°12′38″E / -19.839770, 147.210550 | 100            | Mayo 2018                | Burdekin Shire                 | Fotowatio Renewable Ventures (FRV) | Fotovoltaica, seguimiento de un solo eje. 100 MW AC. 125 MW DC. |
| QLD    | Lilyvale Solar Farm             | 23°04′14″S 148°24′50″E / -23.070504, 148.413865 | 100            | Marzo de 2019            | Central Highlands              | Fotowatio Renewable Ventures (FRV) | Fotovoltaica, seguimiento de un solo eje. 100 MW AC. 125 MW DC. |
| VIC    | Karadoc Solar Farm              | 34°13′40″S 142°16′49″E / -34.227904, 142.280330 | 90             | Octubre de 2018          | Mildura                        | BayWa                              | Fotovoltaica. 90 MW AC. 112 MW DC. |
| VIC    | Bannerton Solar Park            | 34°40′21″S 142°45′01″E / -34.672630, 142.750362 | 88             | Julio 2018               | Swan Hill                      | CIMIC Group, Foresight Group       | Fotovoltaica, seguimiento de un solo eje. 88 MW AC. 110 MW DC. |
| VIC    | Wemen Solar Farm                | 34°48′09″S 142°32′36″E / -34.802590, 142.543348 | 88             | Noviembre de 2018        | Swan Hill                      | Wirsol                             | Fotovoltaica, seguimiento de un solo eje. 88 MW AC. 110 MW DC. |
| QLD    | Susan River Solar Farm          | 25°25′13″S 152°44′31″E / -25.420275, 152.742028 | 75             | Enero 2019               | Fraser Coast Regional Council  | ESCO Pacific                       | Fotovoltaica. 75 MW AC. 98 MW DC. |
| QLD    | Emerald Solar Park              | 23°30′32″S 148°07′41″E / -23.508790, 148.128017 | 68             | Octubre de 2018          | Central Highlands              | RES Group                          | Fotovoltaica, seguimiento de un solo eje. |
| QLD    | Hamilton Solar Farm             | 20°28′07″S 147°47′58″E / -20.468593, 147.799484 | 57.5           | Julio de 2018            | Bowen                          | Wirsol and Edify Energy            | Fotovoltaica, seguimiento de un solo eje. 57.5 MW AC. 69 MW DC. Originada por Solar Choice.                                                                         |
| QLD    | Whitsunday Solar Farm           | 20°32′14″S 147°48′17″E / -20.537259, 147.804750 | 57.5           | Julio de 2018            | Bowen                          | Wirsol and Edify Energy            | Fotovoltaica, seguimiento de un solo eje. 57.5 MW AC. 69 MW DC. Originada por Solar Choice.                                                                         |
| NSW    | Moree Solar Farm                | 29°33′58″S 149°50′55″E / -29.56621, 149.84853   | 56             | Marzo de 2016            | Moree Plains Shire             | Fotowatio Renewable Ventures (FRV) | Fotovoltaica, seguimiento de un solo eje. |
| QLD    | Childers Solar Farm             | 25°17′42″S 152°24′13″E / -25.295027, 152.403674 | 56             | Marzo de 2019            | Fraser Coast Region            | ESCO Pacific                       | Fotovoltaica, seguimiento de un solo eje. 56 MW AC. 75 MW DC. |
| NSW    | Parkes Solar Farm               | 33°06′47″S 148°04′35″E / -33.113056, 148.076372 | 55             | Abril de 2018            | Parkes                         | Neoen                              | Fotovoltaico, suelo montado. 55 MW AC. 66 MW DC |
| NSW    | Broken Hill Solar Plant         | 31°59′19″S 141°23′05″E / -31.98871, 141.3846    | 53             | Julio de 2014            | Broken Hill                    | AGL Energy                         | Tecnología de película fina CdTe. Capacidad dada en CA (53 MWAC).                                                                                                   |
| QLD    | Kidston Solar Project           | 18°52′48″S 144°09′04″E / -18.88009, 144.1510    | 50             | Noviembre de 2017        | Etheridge                      | Genex                              | Tecnología de película finaCdTe. Seguimiento de un solo eje. |
| VIC    | Gannawarra Solar Farm           | 35°43′48″S 143°46′16″E / -35.7300, 143.7711     | 50             | Marzo de 2018            | Gannawarra                     | Wirsol and Edify Energy            | Fotovoltaica, seguimiento de un solo eje. Originated by Solar Choice                                                                                                |

### Territorio de la Capital Australiana
Se ha construido una planta de energía solar de 20 MWp en 50 hectáreas de terreno en Royalla, una zona rural del Territorio de la Capital Australiana al sur de Canberra . Es alimentado por 83,000 paneles solares, y puede alimentar 4,400 hogares. Fue inaugurado oficialmente el 3 de septiembre de 2014. Es la primera instalación de planta solar en la capital australiana, y en el momento de construir la planta más grande de este tipo en Australia. La instalación fue construida por una empresa española, Fotowatio Renewable Ventures (FRV).

### Territorio del Norte
Hay 30 platos concentradores solares en tres lugares en el Territorio del Norte : Hermannsburg, Yuendumu y Lajamanu . Solar Systems y el gobierno federal participaron en los proyectos. 
Las centrales eléctricas del plato concentrador solar juntas generan 720.   kW y 1,555,000 kWh por año, lo que representa un ahorro de 420,000 litros de diesel y 1,550 toneladas de emisiones de gases de efecto invernadero .
Las estaciones de energía solar en estas tres comunidades indígenas remotas en el Territorio del Norte de Australia se construyen utilizando los sistemas de plato concentrador CS500 de Solar Systems. El proyecto costó A $ 7 millones, compensado por una subvención de los gobiernos de Australia y Territorio del Norte en virtud de su Programa de generación de energía remota renovable.
El proyecto ganó un prestigioso premio a la Excelencia en Ingeniería en 2005.
El Gobierno federal ha financiado más de 120 sistemas solares autónomos innovadores a pequeña escala en comunidades indígenas remotas, diseñados por Bushlight, que incorporan sofisticados sistemas de gestión del lado de la demanda con interfaces fáciles de usar. 

### Queensland
Más de 2GW de parques solares se terminaron o en construcción en Queensland a partir de 2018.
La granja solar Clare de 100 MW, ubicada a 35 km al suroeste de Ayr en el norte de Queensland, comenzó a exportar a la red en mayo de 2018.
El Proyecto Solar Kidston de 50 MW AC se construyó en el sitio de la Mina de Oro Kidston . Esta es la fase 1 de una combinación planeada de energía solar y almacenamiento por bombeo. Kidston es propiedad de Genex y fue construido por UGL
Lilyvale Solar Farm, con una capacidad de 130 MW AC, está en construcción por las empresas españolas GRS y Acciona, luego de que se firmó un contrato EPC con Fotowatio Renewable Ventures (FRV). Se ubicará en Lilyvale, a unos 50 km al noreste de Emerald, y se espera que las operaciones comerciales comiencen a fines de 2018.
Hamilton Solar Farm es un proyecto de seguimiento de un eje de 69.0 MW DC ubicado a pocos kilómetros al norte de Collinsville en el norte de Queensland . Sus dueños son Edify Energy y Wirsol. La granja solar entró en funcionamiento en julio de 2018. 
Whitsunday Solar Farm es un proyecto de seguimiento de eje único de 69,0 MW DC ubicado a pocos kilómetros al norte de Collinsville en el norte de Queensland. Sus dueños son Edify Energy y Wirsol . La granja solar entró en funcionamiento en julio de 2018. 
Hay 2 proyectos solares más en construcción por Edify Energy en Collinsville, que entrarán en funcionamiento a fines de 2018. Hayman Solar Farm, que es un proyecto de seguimiento de eje único de 60.0 MW DC, y Daydream Solar Farm, que es un proyecto de seguimiento de eje único de 180.0 MW DC.

### Sur de Australia
El proyecto de energía solar de Bungala al norte de Port Augusta es la primera instalación a escala de red en el sur de Australia. La etapa 1 tiene una potencia de 110 MW. Tiene un contrato para suministrar electricidad a Origin Energy . 
La planta de energía solar concentrada de Sundrop Farms tiene una capacidad de generación de 40 MW y es la primera de su tipo en ser puesta en servicio en el estado. Se completó en 2016. En la planta de tratamiento de aguas residuales de Jamestown, con una capacidad de generación de 3,5 MW, existe una gran variedad de paneles solares fotovoltaicos.
El mayor generador solar fotovoltaico en la azotea de Australia Meridional se instaló en 2017 en Yalumba Wine Company en tres ubicaciones de Barossa. La capacidad total de generación es de 1,39 MW, generando aproximadamente 2,000 MWh por año. Las instalaciones significativas anteriores incluyen el aeropuerto de Adelaide, con una capacidad de generación de 1,17 MW, y el Adelaide Showgrounds, con una capacidad de generación de 1 MW. La serie de terrenos de exposición fue la primera estación fotovoltaica en Australia en alcanzar una capacidad de generación de 1 MW y se esperaba que generara aproximadamente 1,400 megavatios-hora de electricidad al año.
El 29 de noviembre de 2017, el gobierno del estado anunció una nueva ronda de financiamiento para proyectos de energía renovable que incluyó el desarrollo de Planet Arc Power - Schneider Electric de un proyecto de energía solar fotovoltaica y batería de $ 13.9m en un importante centro de distribución en el norte de Adelaide. El proyecto incluye un sistema de gestión de micro-redes que optimiza 5.7 MW de energía solar fotovoltaica junto con 2.9 MWh de almacenamiento de batería. La Universidad de Australia del Sur desarrollará 1,8 MW de energía solar fotovoltaica montada en el suelo y en el techo en su campus de Mawson Lakes . En la mina de Heathgate Resources en Beverley, hay planes para un 1 MW de energía solar fotovoltaica reubicable junto con una batería de 1 MW / 0,5 MWh que se integrará con una planta de energía de gas existente en el lugar.
El Proyecto de Energía Térmica Solar de Aurora se propone cerca del Puerto Augusta, en el lado norte de la ciudad. Auroroa tiene un contrato para suministrar electricidad a las oficinas del gobierno estatal cuando se complete en 2020. Se propone que sea una instalación de energía solar térmica que proporcione almacenamiento térmico para poder generar mientras el sol no brilla. Riverland Solar Storage tiene aprobación de desarrollo para establecer una granja de energía solar fotovoltaica cerca de Morgan . El desarrollador esperaba que comenzara a funcionar a fines de 2018, pero ahora se espera que la construcción comience en 2019. 

### Victoria
La Central de Concentradora Solar Mildura de 100 MW PV, que antes se esperaba se completara en 2017, ahora está cancelada. Se esperaba que fuera la central fotovoltaica solar más grande y eficiente del mundo. Se esperaba que la central eléctrica concentrara el sol 500 veces en las células solares para obtener una potencia de ultra alta potencia. La central eléctrica victoriana habría generado electricidad directamente del sol para satisfacer las necesidades anuales de más de 45,000 hogares con cero emisiones de gases de efecto invernadero .
La granja solar Gannawarra es un proyecto de seguimiento de un eje de 60,0 MW DC ubicado al oeste de Kerang, en el noroeste de Victoria. Es la primera granja solar a gran escala que se construirá en Victoria. 

### Australia Occidental
La primera granja solar a gran escala de Australia Occidental, la granja solar de Greenough River, está en Walkaway, 70   km SE de Geraldton. Fue inaugurado en octubre de 2012. El campo de 10 MW tiene 150.000 paneles solares. La granja solar de 20 MW Emu Downs se convirtió en la granja solar más grande de WA cuando se inauguró en marzo de 2018. La granja solar Emu Downs está ubicada junto al parque eólico Emu Downs . El Centro de Energía Renovable de Asia propuesto incluiría 3.500 MW de energía solar junto con 7.500 MW de energía eólica.

### Programa de ciudades solares
Solar Cities es un programa de demostración diseñado para promover la energía solar, los medidores inteligentes y la conservación de energía en lugares urbanos de toda Australia. Una de esas ubicaciones es Townsville, Queensland .

### Plan Maestro de Energías Renovables 2030
El Consejo de Sídney está intentando que la ciudad funcione al 100% con energía renovable para 2030. Este plan se anunció a principios de 2014 con los planos publicados en su sitio web. Este ambicioso plan recibió recientemente el premio Eurosolar 2014 en la categoría de "Municipios / municipios, distritos municipales y servicios públicos".